# Amnesie – 16 Singles und Videos gegen das Vergessen
Amnesie – 16 Singles und Videos gegen das Vergessen ist eine DVD beziehungsweise CD der deutschen Rap-Band Fettes Brot, die im Jahr 2002 von EMI veröffentlicht wurde. Die interaktive DVD enthält alle Video-Clips, TV-Material, seltene Video Making Ofs, Privataufnahmen, Livemitschnitte, Reiseberichte der Band. Die CD enthält die Lieder zu den Video-Clips.

## Handlung
Die drei Mitglieder der Band Fettes Brot verlieren bei einem Autounfall ihr Gedächtnis. In einer Klinik versuchen die Ärzte mittels der Musikvideos und weiteren Filmen der Band ihre Erinnerungen wieder zu holen.
Der Kurzfilm wird immer wieder unterbrochen, sodass sich der Zuschauer die jeweiligen Extras der DVD anschauen kann.

## Covergestaltung
Am oberen Rand stehen die Namen der drei Hauptdarsteller und darunter der Titel der DVD beziehungsweise CD. Die Band-Mitglieder, bekleidet in weißen Hemden, sitzen nebeneinander in einer Klinik. Hinter ihnen sieht man Röntgen-Aufnahmen aus verschiedenen Ansichten. Im Cover ist die Farbe Weiß am stärksten vertreten.

## Videos und Singles
1. Definition von Fett
2. Männer
3. Nordisch by Nature (Pt. 1)
4. Jein
5. Mal sehen
6. Silberfische in meinem Bett
7. Sekt oder Selters
8. Lieblingslied
9. Viele Wege führen nach Rom
10. Können diese Augen lügen
11. Ruf mich an (mit James Last)
12. Da draussen
13. Schwule Mädchen
14. Fast 30 (mit Skunk Funk)
15. The Grosser
16. Welthit

## Rezeption
Eberhard Dobler schrieb in laut.de: „Eine Dekade ironischer Texte und tiefer Bässe“.